# Sorin Cîmpeanu
Sorin Mihai Cîmpeanu (n. 18 aprilie 1968, București, România) este un politician român, senator, fost ministrul al Educației în guvernele Florin Cîțu, Nicolae Ciucă și Victor Ponta și prim-ministru interimar pentru 12 zile în noiembrie 2015.

## Biografie

### Educație
Cîmpeanu a absolvit Colegiul Național „Sf. Sava” din București în 1986, apoi Facultatea de Îmbunătățiri Funciare și Ingineria Mediului din cadrul Universității de Științe Agronomice și Medicină Veterinară (USAMV) din București în 1991. În anul 2000 și-a susținut doctoratul în cadrul aceleiași facultăți.

### Activitate profesională
Cîmpeanu a fost inginer proiectant la Institutul de Studii și Proiectări pentru Îmbunătățiri Funciare din 1991 până în 1992 și coordonator al Centrului Experimental Periș-Ilfov, din cadrul USAMV între 1992 și 1999. După obținerea titlului de doctor în anul 2000, Cîmpeanu a devenit conferențiar în cadrul USAMV în anul 2001 și profesor în anul 2006. A fost prodecan al Facultății de Îmbunătățiri Funciare și Ingineria Mediului din cadrul USAMV între 2004 și 2008, decan din 2008 până în 2012, ajungând, într-un final, rector în 2012. Această funcție o ocupă până în decembrie 2014.
Cîmpeanu este, din 2012, membru corespondent al Academiei de Științe Tehnice din România, membru corespondent al Academiei de Științe Agricole și Silvice și secretar general al Consiliului Național de Atestarea Titlurilor, Diplomelor și Certificatelor Universitare, iar din 2013, președinte al Consiliul Național al Rectorilor din România.Din 2017 Cîmpeanu este Președintele Agenției Universitare a Francofoniei, cea mai mare organizație academică la nivel mondial, reunind peste 1000 de universități din 120 țări. Din 2024 este membru in Biroul Adunarii Parlamentare a Francofoniei.

## Activitate politică
Sorin Cîmpeanu a fost ministru al Educației în Guvernul Ponta (4) între 17 decembrie 2014 și 17 noiembrie 2015. Ulterior, Cîmpeanu a obținut un mandat de deputat în circumscripția București din partea Partidului Alianța Liberalilor și Democraților (ALDE), în urma alegerilor parlamentare din 2016. În 2017 a părăsit ALDE și a co-fondat partidul Pro România împreună cu fostul prim-ministru, Victor Ponta. În urma unor neînțelegeri cu acesta, în decembrie 2019 părăsește Pro România, iar în ianuarie 2020 se alătură Partidului Național Liberal. Pe listele acestuia, obține un mandat de senator în circumscripția București la alegerile parlamentare din 2020 și este numit ministru al educației în Guvernul Florin Cîțu.

### Ministru al Educației în Guvernul Ponta
Sorin Cîmpeanu, susținut de Partidul Conservator, a fost numit ministru al Educației în Guvernul Ponta (4) la 17 decembrie 2014. Acesta a devenit ministru al Educației după ce fostul președinte PC, Daniel Constantin, a renunțat la funcția de vicepremier și a cerut în schimb acest portofoliu, ocupat până atunci de Remus Pricopie, ministru susținut de PSD. În timpul mandatului său, acesta a fost implicat în mai multe controverse legate de plagiatul tezelor de doctorat ale prim-ministrului Victor Ponta și ministrului Afacerilor Interne, Gabriel Oprea.

### Prim-ministru interimar
Pe 5 noiembrie 2015, Sorin Cîmpeanu a fost desemnat premier interimar de președintele Klaus Iohannis. Numirea lui a venit ca urmare a demisiei lui Victor Ponta după protestele de stradă care au urmat incendiul din clubul Colectiv. Ulterior, pe 9 noiembrie, președintele a semnat decretul de numire a lui Cîmpeanu în funcțiile de viceprim-ministru și ministru de Interne interimar, după demisia lui Gabriel Oprea.

### Ministru al Educației în Guvernul Cîțu
În urma alegerilor parlamentare din 2020 și alcătuirii coaliției de guvernare, formată din PNL, Alianța USR-PLUS și UDMR, Cîmpeanu a fost desemnat ministru al educației în Guvernul Florin Cîțu, fiind a doua oară când ocupă această funcție. Din cauza problemelor de integritate, numirea sa a fost contestată atât de societatea civilă, cât și de către partenerii PNL în coaliția de guvernare.

## Controverse

### Scandalul plagiatelor
La data de 29 decembrie 2014, la 12 zile după învestirea sa ca ministru al educației în Guvernul Victor Ponta (4), Cîmpeanu a inițiat controversata Ordonanță de urgență 94/2014, supranumită „ordonanța amnistierii plagiatorilor”. Ordonanța ar fi permis oricui poseda o diplomă de studiu de la o unitate de învățământ din România să renunțe la ea prin cerere. În contextul în care prim-ministrul de atunci, Victor Ponta, era acuzat de plagiat în teza sa de doctorat, ordonanța semnată de Cîmpeanu a fost privită ca o metodă de a-l ajuta pe Ponta să încheie subit scandalul plagiatului prin renunțarea la titlul de doctor. Ulterior, parlamentul a votat în favoarea abrogării ordonanței 94/2014, aceasta nefiind publicată în Monitorul Oficial.
În vara anului 2015, Gabriel Oprea, ministrul de interne din Guvernul Victor Ponta (4), a fost și el acuzat că ar fi plagiat părți din teza de doctorat. Pe 8 iulie 2015, Consiliul de Etica al Ministerului Educației condus de Sorin Cîmpeanu, a emis un comunicat care infirma suspiciunea de plagiat, deși o comisie a Universității din București dovedise deja că Oprea copiase integral zeci de pagini din lucrare. Lui Gabriel Oprea i-a fost retras titlul de doctor în 2016, după ce analiza efectuată de Consiliului Național de Atestarea Titlurilor, Diplomelor și Certificatelor Universitare a stabilit că acesta a copiat integral mai multe secțiuni ale tezei din surse pe care nu le-a citat.
În septembrie 2022 este acuzat că a preluat o serie de capitole scrise de alți autori pe care le-a republicat sub propriul nume. Cîmpeanu a răspuns acestor acuzații susținând că acestea au ca scop blocarea adoptării legilor educației.

### Integritate
Cîmpeanu a fost acuzat de lipsă de integritate din cauza schimbării repetate a afilierii politice. Cîmpeanu a fost inițial susținut de către Partidul Conservator, condus de către omul de afaceri și mogulul media, Dan Voiculescu. Din 2015 până în 2017, Cîmpeanu a fost membru al partidului de centru-dreapta, ALDE, condus de către Călin Popescu-Tăriceanu, politician acuzat de corupție și urmărit penal în urma unei anchete DNA. În 2017 fondează un partid de centru-stânga, PRO România Social Liberal, alături de Victor Ponta, alt politician cu probleme de integritate. În noiembrie 2019, în perioada în care era membru al Camerei Deputaților, Cîmpeanu a votat în favoarea învestirii Guvernului Ludovic Orban (2) și, la scurt timp, părăsește PRO România și se alătura Partidului Național Liberal.

## Premii și distincții
În anul 2002, a primit Premiul „In Hoc Signo Vinces”, acordat pentru activitatea de cercetare de către Consiliul Național al Cercetării Științifice. Președinția României i-a oferit Medalia „Meritul pentru Învățământ” în anul 2004 și Ordinul Național „Steaua României” în grad de Cavaler în anul 2019.
Sorin Cîmpeanu a primit titlul de doctor honoris causa din partea mai multor universități românești: Universitatea Tehnică „Gheorghe Asachi” din Iași (2014), Universitatea de Științe Agronomice și Medicină Veterinară din București (2015), Universitatea din Craiova (2017), Academia Forțelor Terestre „Nicolae Bălcescu” din Sibiu (2018), Universitatea „Ovidius” din Constanța (2018), Academia de Studii Economice din București (2018), și Universitatea de Științe Agricole și Medicină Veterinară din Cluj-Napoca (2018).
La 18 iunie 2021 a fost decorat cu Ordinul Palmes académiques în grad de Comandor, decorația fiindu-i înmânată de către ambasadoarea Franței la București, Laurence Auer.